# 无芒鹅观草
无芒鹅观草（学名：Roegneria mutica）为禾本科鹅观草属下的一个种。

## 扩展阅读
- 維基物種上的相關：无芒鹅观草